# Rajhena
Rajhena (nep. रझेना) – gaun wikas samiti w zachodniej części Nepalu w strefie Bheri w dystrykcie Banke. Według nepalskiego spisu powszechnego z 2001 roku liczył on 2873 gospodarstw domowych i 14898 mieszkańców (7517 kobiet i 7381 mężczyzn).